# BAFF
BAFF (B-cell activating factor) je členem cytokinů rodiny TNF (tumour necrosis factor). BAFF je někdy označován jako BLyS (B Lymphocyte Stimulator), TALL-1 (TNF- and APOL-related leukocyte expressed ligand) a CD257.

## Struktura a funkce
BAFF patří mezi cytokiny TNF rodiny a váže se na receptory TACI (TNFRSF13B), BCMA (TNFRSF17), a BAFF-R (TNFRSFC). Tento cytokin je exprimován na buňkách B-buněčné linie a působí jako silný aktivátor B buněk. BAFF hraje velmi důležitou roli také při B-buněčné proliferaci a diferenciaci.
BAFF je glykosylovaný protein o délce 285 AMK. BAFF je exprimován na mnoha buněčných typech včetně monocytů, dendritických buněk a stromálních buněk jako membránově vázaný protein typu II transmembránových proteinů. Sestřižením transmembránové formy proteinu vznikne solubilní protein. Ustálená koncentrace BAFF cytokinu je závislá na počtu cirkulujících B buněk a také na expresi TNF receptorů vázajících BAFF cytokin. BAFF je přirozený ligand tří neobvyklých TNF receptorů, které BAFF váží s rozdílnou afinitou. Jsou to BAFF-R (BR3), TACI (transmembrane activator and calcium modulator and cyclophilin ligand interactor) a BCMA (B cell maturation antigen). Tyto receptory jsou exprimovány hlavně na zralých B lymfocytech (TACI se objevuje i na určité podskupině T buněk a BCMA na plazmatických buňkách). BAFF-R se účastní pozitivní regulace během B-buněčného vývoje. TACI váže BAFF s podstatně nižší afinitou, která je vyšší pro obdobný protein APRIL (a proliferation-inducing ligand). BCMA může, s rozdílnou afinitou, vázat oba proteiny (BAFF i APRIL). Signalizace přes BAFF-R a BCMA stimuluje B lymfocyty k proliferaci. Všechny TNF ligandy působí jako homotrimery interagující s homotrimerickými receptory, ačkoli BAFF může být aktivován jako hetero- i homotrimer (záleží na primární struktuře proteinu).

## Interakce
BAFF interaguje s BAFF-R, BCMA a TACI. Interakce mezi BAFF a BAFF-R aktivuje klasickou i alternativní NF-κB signalizační dráhu. Tato interakce spouští signály nezbytné pro tvorbu a údržbu zralých B buněk, tudíž je důležitá pro jejich přežití.

## Klinický význam
BAFF (BLyS, TALL-1) jako imunostimulant je nezbytný pro udržování normální imunity. Nedostatečná hladina BAFF může vést až k selhání aktivace B buněk, v důsledku čehož nedochází k produkci dostatečného množství imunoglobulinu a může vést k imunodeficienci.
Nadměrné množství BAFF způsobuje abnormálně vysokou produkci protilátek, což vede k rozvoji systémového lupusu erythematodes, revmatoidní artritidy a mnoho dalších autoimunitních chorob.
BAFF je nalézán při akutní rejekci v ledvinových transplantátech a jeho výskyt koreluje s výskytem C4d v těchto transplantátech. Zvýšená hladina BAFF může spustit aloreaktivní B buněčnou a T buněčnou imunitu, tudíž může podpořit vznik rejekce štěpu. Nižší hladina BAFF transkriptu (nebo vyšší hladina solubilního BAFF) u pacientů znamená vyšší riziko produkce donor-specifických protilátek. Donor-specifické protilátky se váží s vysokou afinitou na cévní endotel štěpu a aktivují komplement. Následkem tohoto procesu dojde k infiltraci neutrofilů, krvácení, ukládání fibrinu a agregaci krevních destiček.